# 德利西亞斯 (奇瓦瓦州)

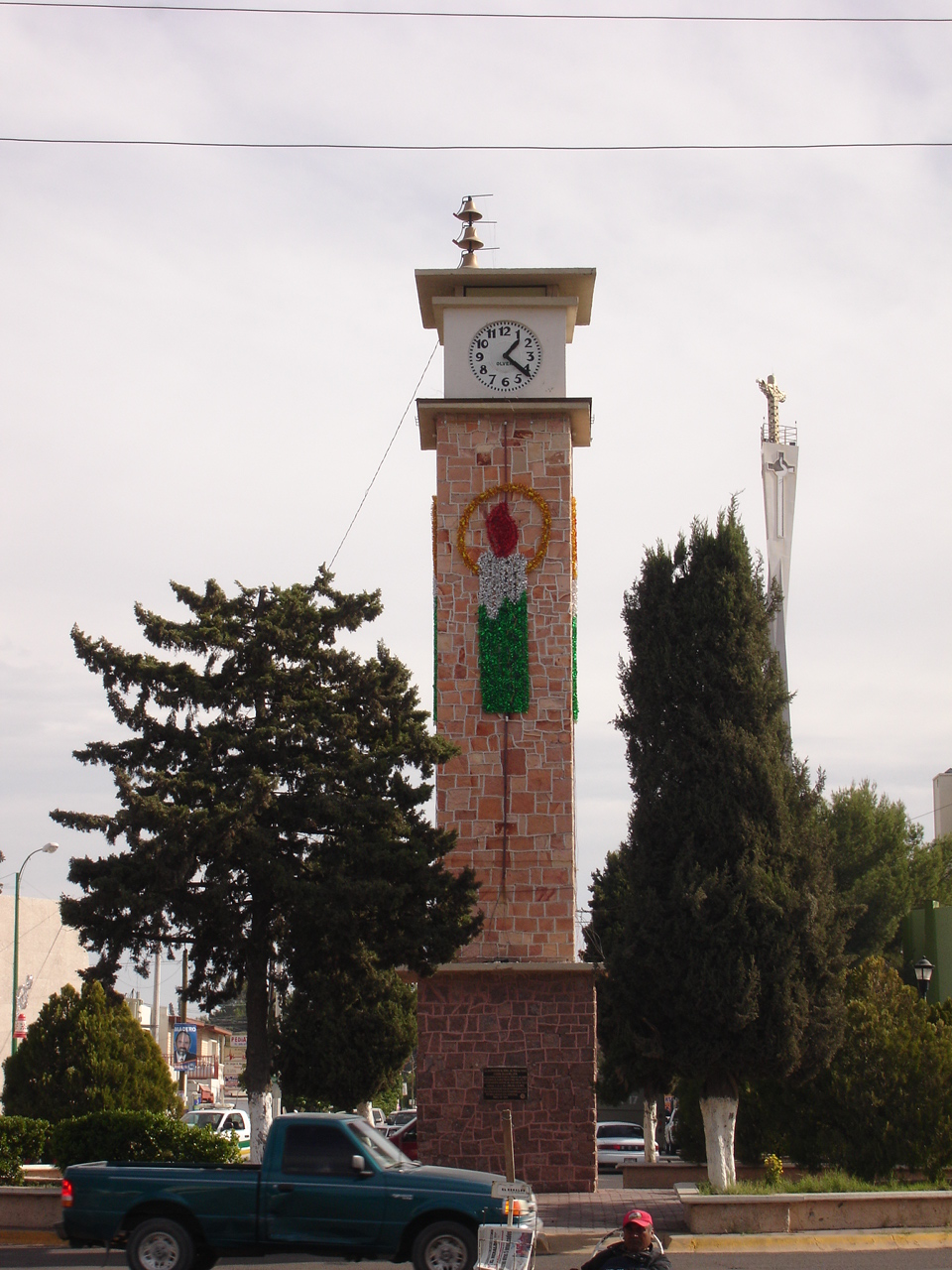

德利西亞斯是墨西哥的城市，由奇瓦瓦州負責管轄，位於該國北部，距離首府奇瓦瓦市65公里，始建於1933年4月30日，海拔高度1,415米，每年平均降雨量325毫米，2005年人口108,807。

## 外部連結
- Link to tables of population data from Census of 2005 INEGI: Instituto Nacional de Estadística, Geografía e Informática
- Weatherbase （页面存档备份，存于）
- Instituto Tecnologico de Delicias （页面存档备份，存于）
- Gobierno Municipal de Delicias （页面存档备份，存于） Official website

28°11′36″N 105°28′16″W / 28.19333°N 105.47111°W